# Parámo de Cruz Verde

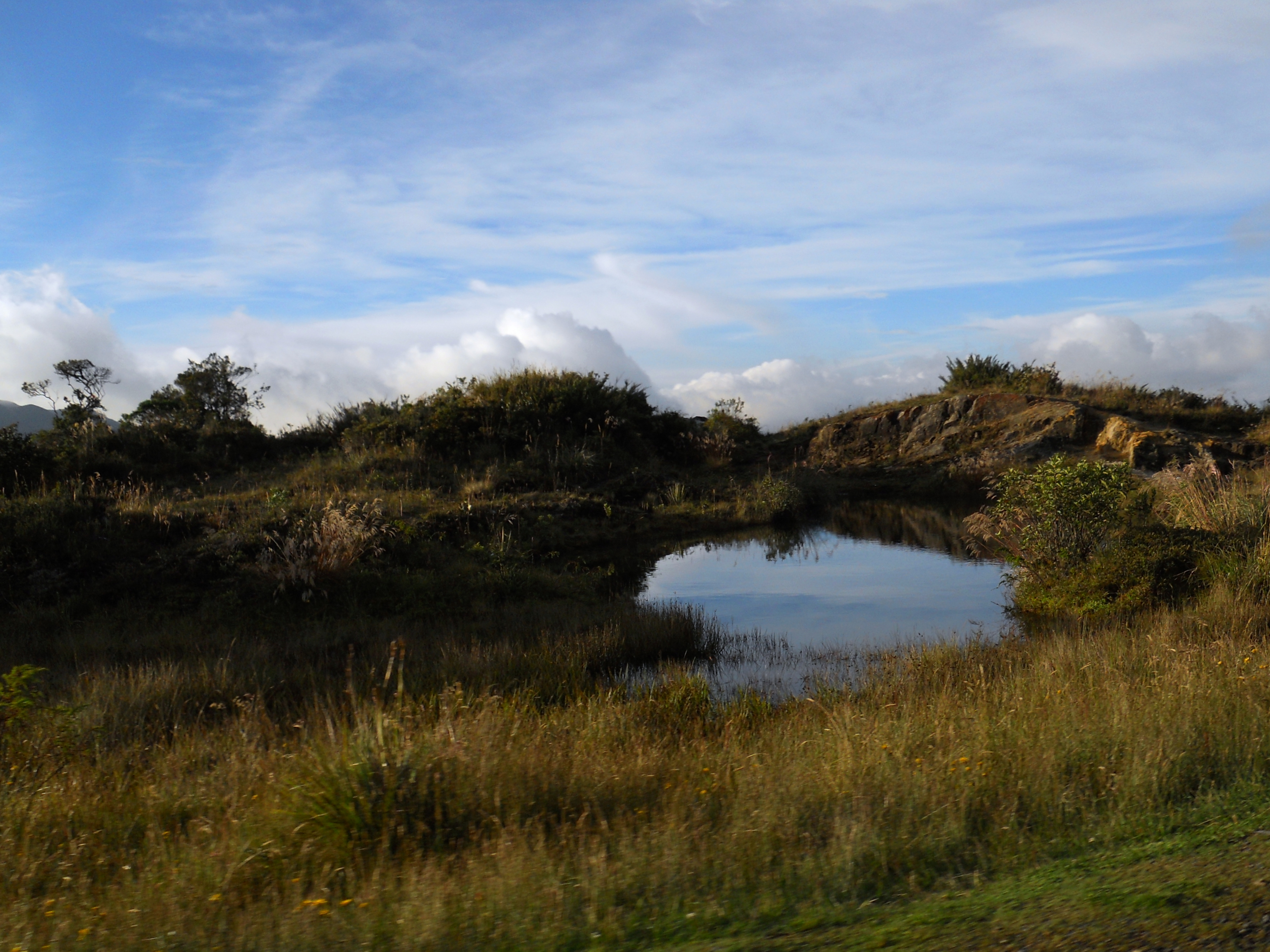
Páramo de Cruz Verde.

O páramo de Cruz Verde é um páramo situado a leste do Distrito Capital de Bogotá e na zona sudeste do departamento colombiano de Cundinamarca. Faz parte do mesmo sistema do páramo de Sumapaz.

## Características
O páramo de Cruz Verde encontra-se entre os 3.300 e os 3.700 msnm. Encontra-se ao oriente de Bogotá, ocupando territórios do Distrito Capital, e dos municípios de Chipaque, Ubaque, Choachí e um pequeno fragmento da Calera.
Em seu território nascem o rio Fucha, cujo curso se encontra na sabana de Bogotá, e o rio Palmar, que banha o município de Ubaque.
Contêm um bosque secundário e afloramentos geológicos de rochas sedimentarias do cretáceo e do terciário. Alberga uma grande variedade de espeletias e samambais. Em seu território encontra-se o Parque Ecológico Matarredonda. Apresenta diferentes banhados interconectados.
A princípios do século XIX foi um dos territórios visitados na região pelos naturalistas europeus Alexander von Humboldt e Aimé Bonpland.